# Kroktjärnen (Jokkmokks socken, Lappland, 737636-168146)
Kroktjärnen är en sjö i Jokkmokks kommun i Lappland och ingår i Luleälvens huvudavrinningsområde. Sjön har en area på 0,0644 kvadratkilometer och ligger 347,9 meter över havet.

## Delavrinningsområde
Kroktjärnen ingår i det delavrinningsområde (737708-168308) som SMHI kallar för Mynnar i Görjeån. Medelhöjden är 372 meter över havet och ytan är 26,07 kvadratkilometer. Det finns inga avrinningsområden uppströms utan avrinningsområdet är högsta punkten. Görjeån som avvattnar avrinningsområdet har biflödesordning 3, vilket innebär att vattnet flödar genom totalt 3 vattendrag innan det når havet efter 167 kilometer. Avrinningsområdet består mestadels av skog (75 procent) och sankmarker (20 procent). Avrinningsområdet har 0,78 kvadratkilometer vattenytor vilket ger det en sjöprocent på 3 procent.